# Рейсъярви
Ре́йсъярви (фин. Reisjärvi) — община в провинции Северная Остроботния, Финляндия. Общая площадь территории — 503,17 км², из которых 28,81 км² — вода. Очень интересной природной достопримечательностью территории общины Рейсъярви является одно из самых северных в Финляндии местообитаний дикорастущей липы сердцевидной (Tilia cordata), 63° 38′ с.ш. (вслед за достоверно подтверждёнными самыми северными естественными местами обитания в общине Сонкаярви в окрестностях озера Кангаслампи, 63° 45′ с.ш. и у холма Салмисенмяки, 63° 43′ 42" с.ш.). На мысе Коккониеми, вдающемся в озеро Питкяярви, в смешанном лесу растут семь старых высокоствольных лип. Местонахождение находится в частном владении, но является рощей национального значения, взятой под охрану государства с 13.04.1989.
В 2014 году лицей Ресъярви вошёл в тройку лучших лицеев страны.

## Демография
На 31 января 2011 года в общине Рейсъярви проживало 2980 человек: 1545 мужчин и 1435 женщин.
Финский язык является родным для 99,66% жителей, шведский — для 0,07%. Прочие языки являются родными для 0,27% жителей общины.
Возрастной состав населения:
- до 14 лет — 19,63%
- от 15 до 64 лет — 59,97%
- от 65 лет — 20,17%

Изменение численности населения по годам:
| Год  | Численность |
| ---- | ----------- |
| 1980 | 3637        |
| 1990 | 3613        |
| 2000 | 3274        |
| 2010 | 2973        |
| 2011 | 2980        |